# Gbétitapéa
Gbétitapéa est une localité située au centre-ouest de la Côte d'Ivoire et appartenant au département de Daloa dans la Région du Haut-Sassandra,. 
Le village abrite une population de singes sacrés dans la forêt environnante, des mones de Campbell,. Ils se caractérisent par leur petite taille et vivent dans les arbres de la forêt à l'orée du village en parfaite harmonie avec les habitants. Ces singes selon les informateurs sont des êtres humains tués jeunes au cours des guerres tribales et revenus sous cette forme. 

## Galerie

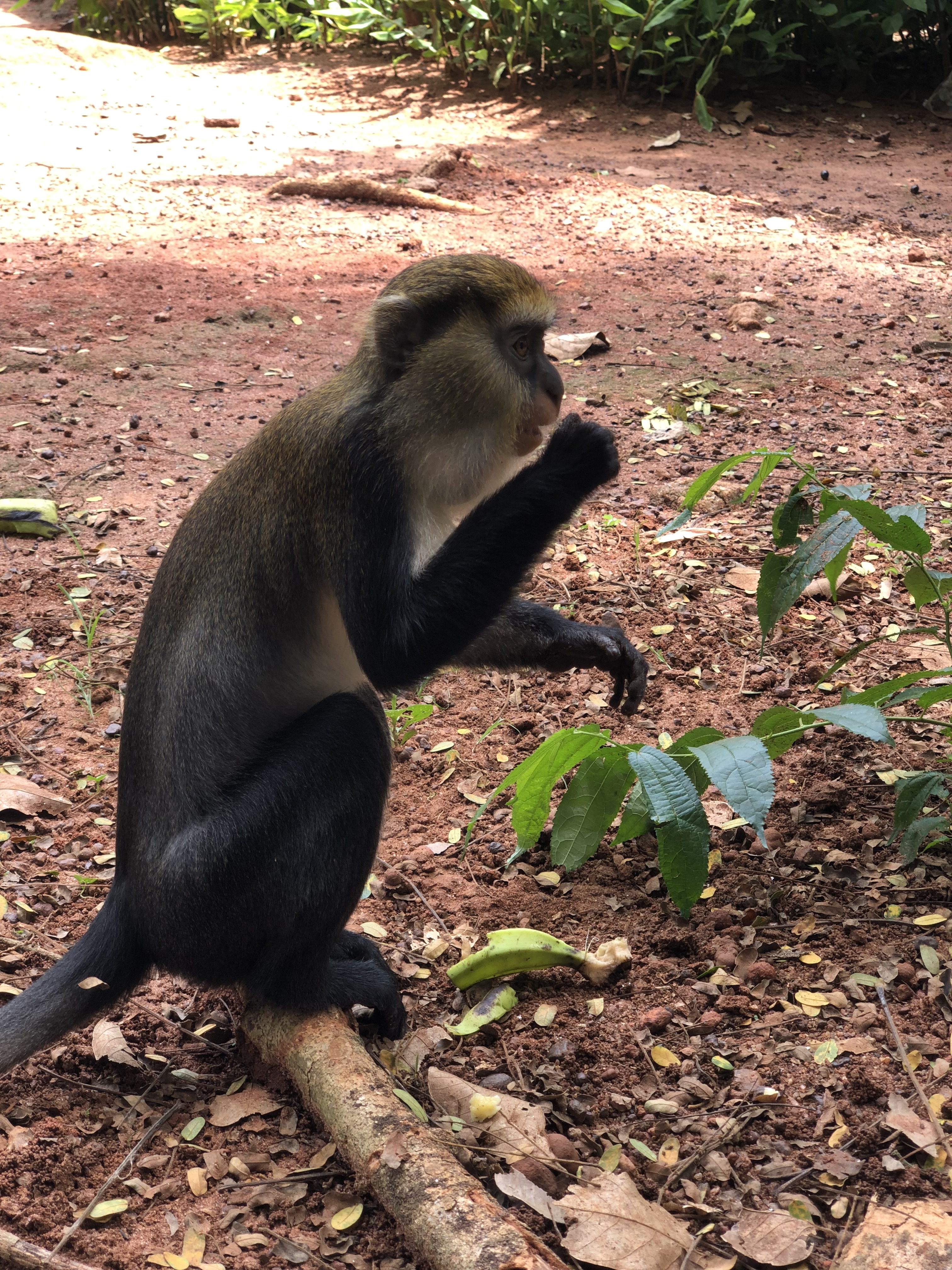
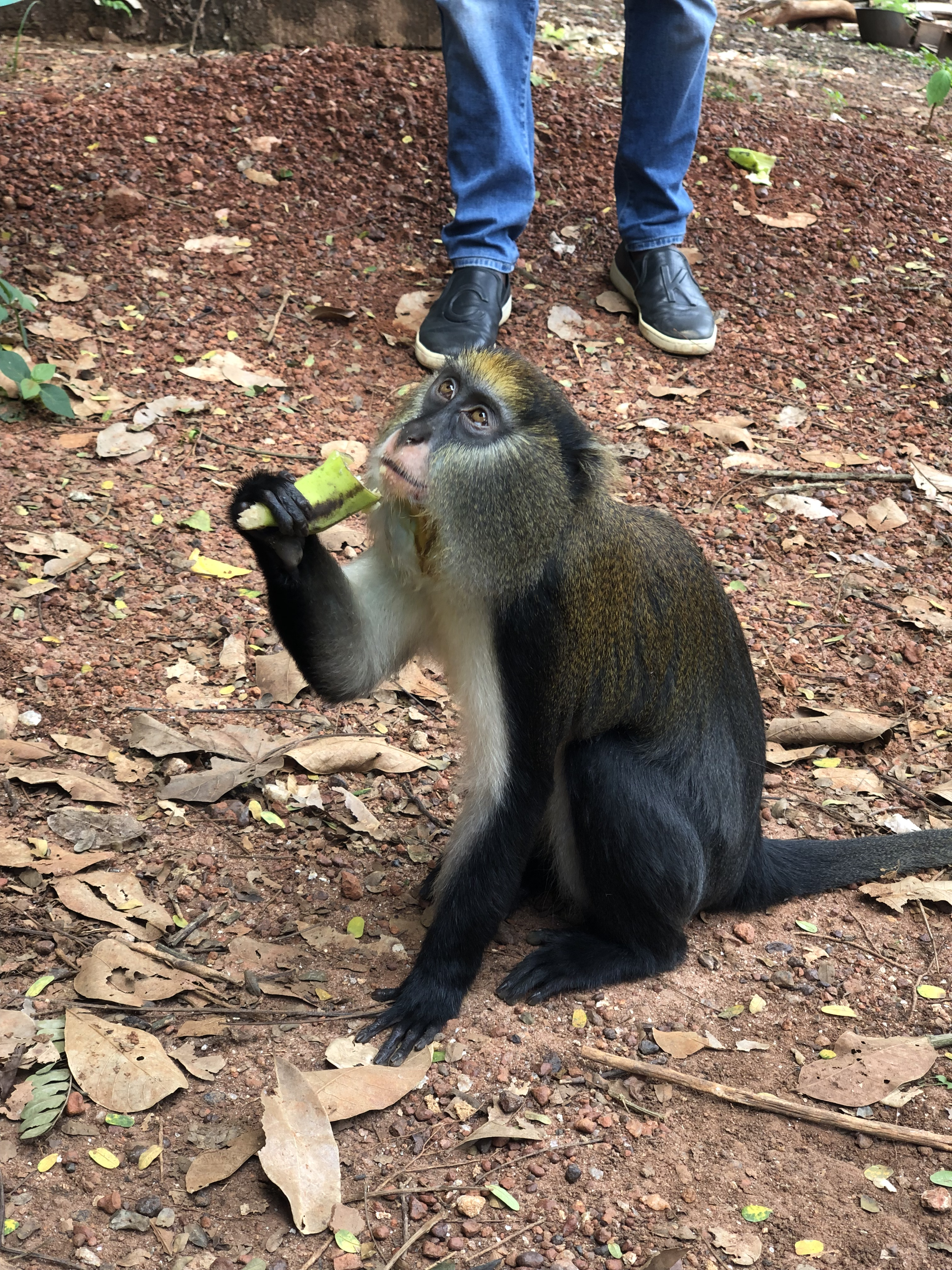
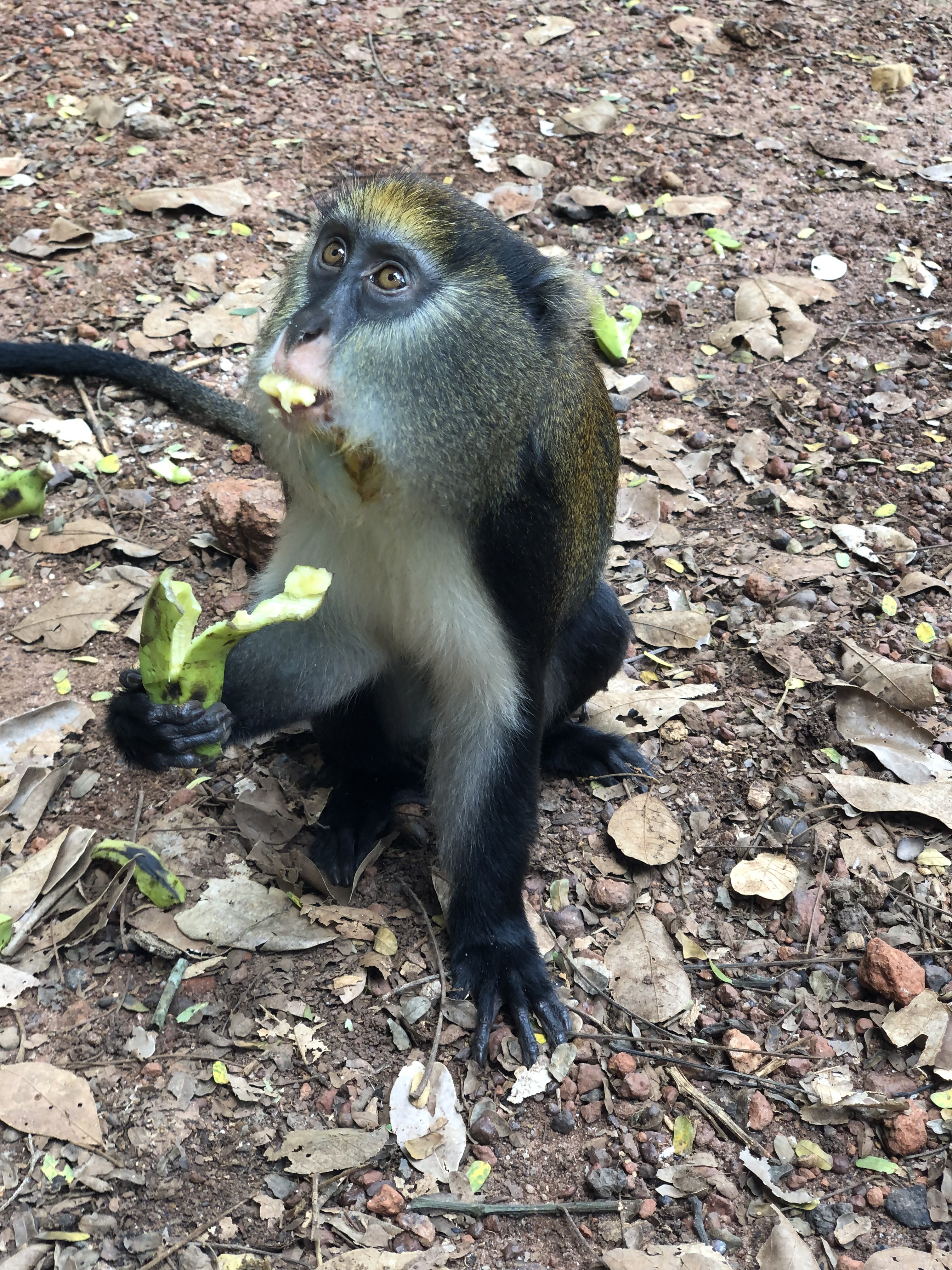
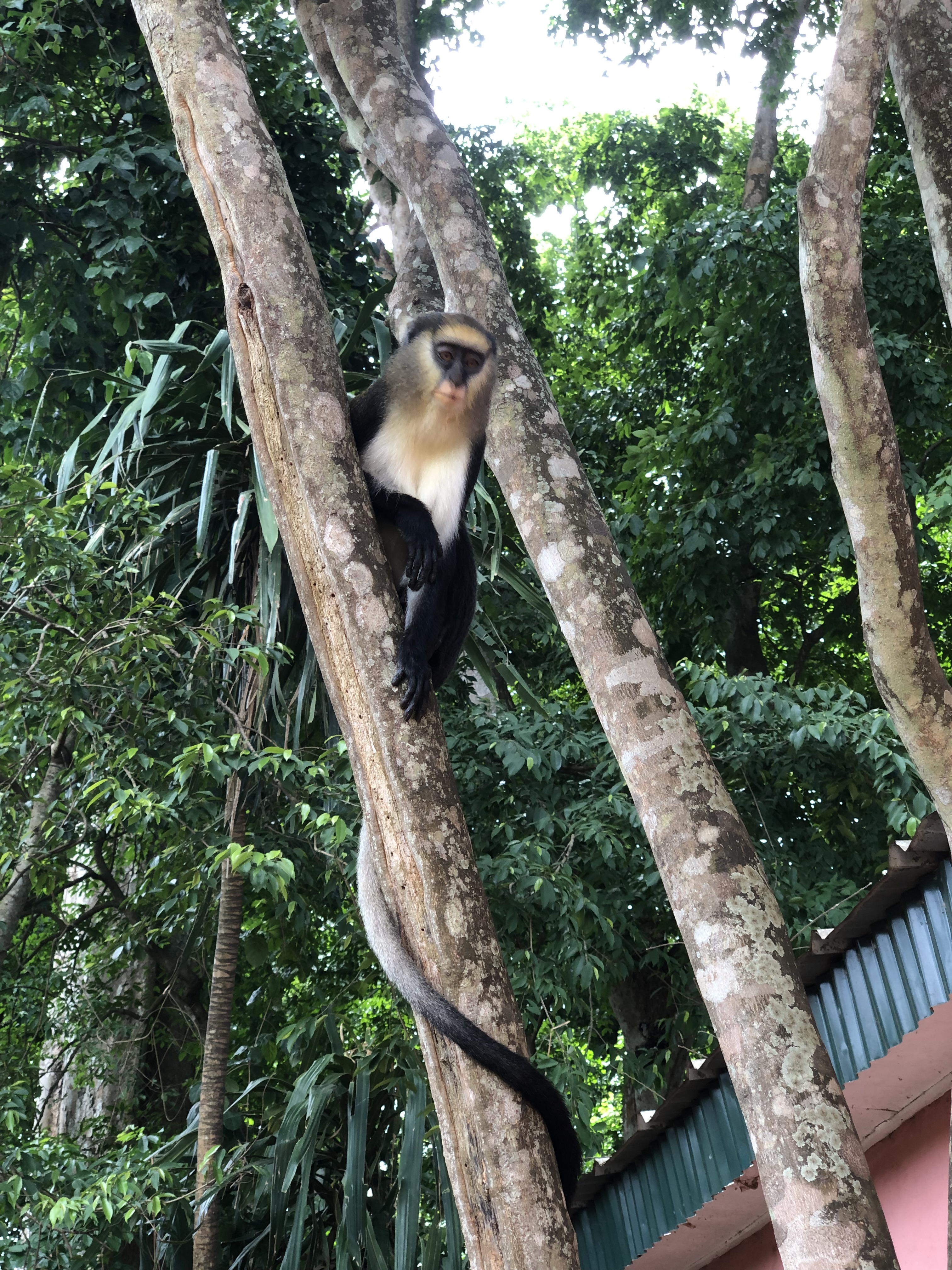
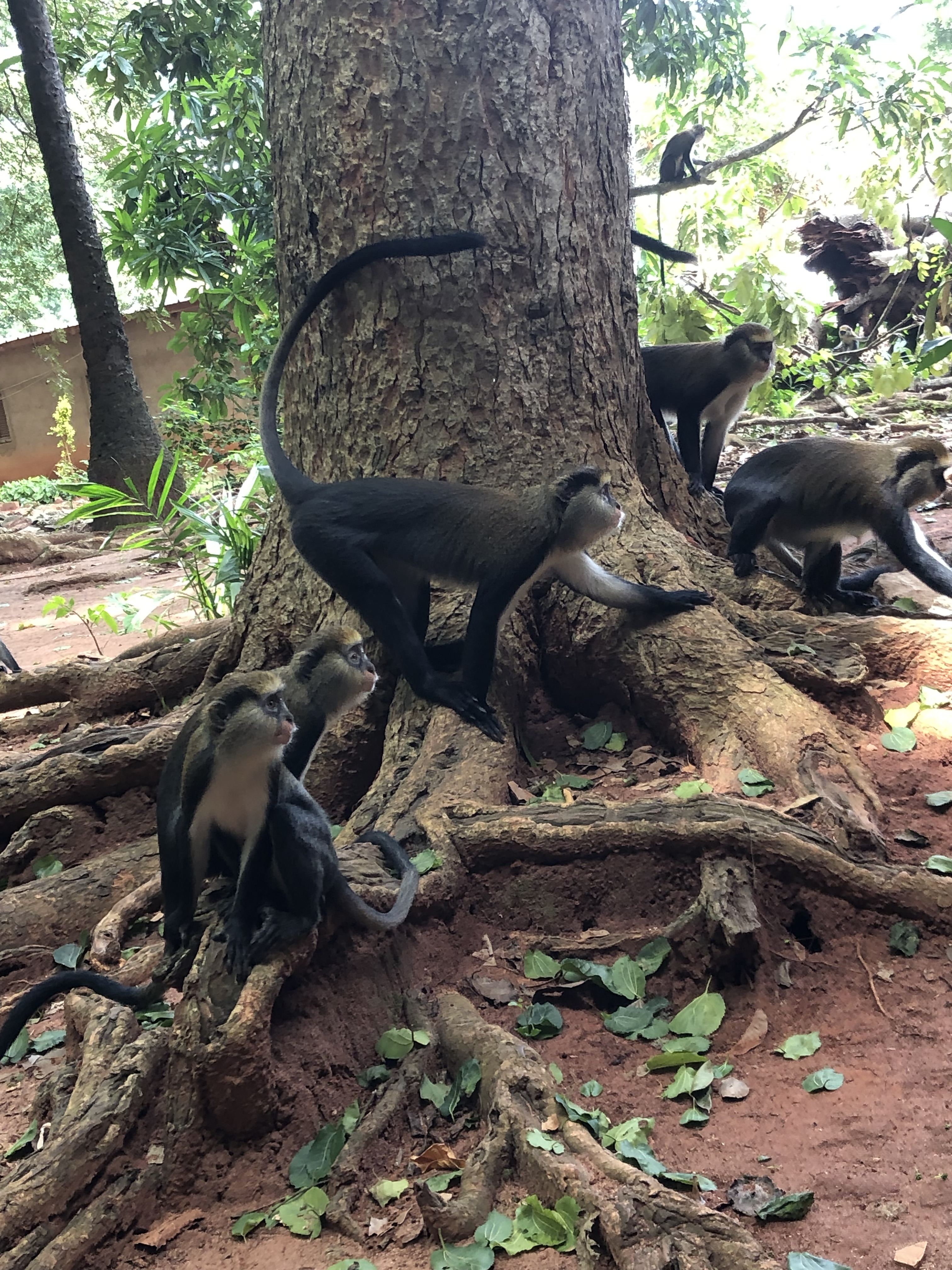

Les singes sacrés de Gbétitapéa 